# Norellisoma nervosum
Norellisoma nervosum är en tvåvingeart som först beskrevs av Johann Wilhelm Meigen 1826.  Norellisoma nervosum ingår i släktet Norellisoma och familjen kolvflugor. Inga underarter finns listade i Catalogue of Life.